# Great Northern Railway, USA

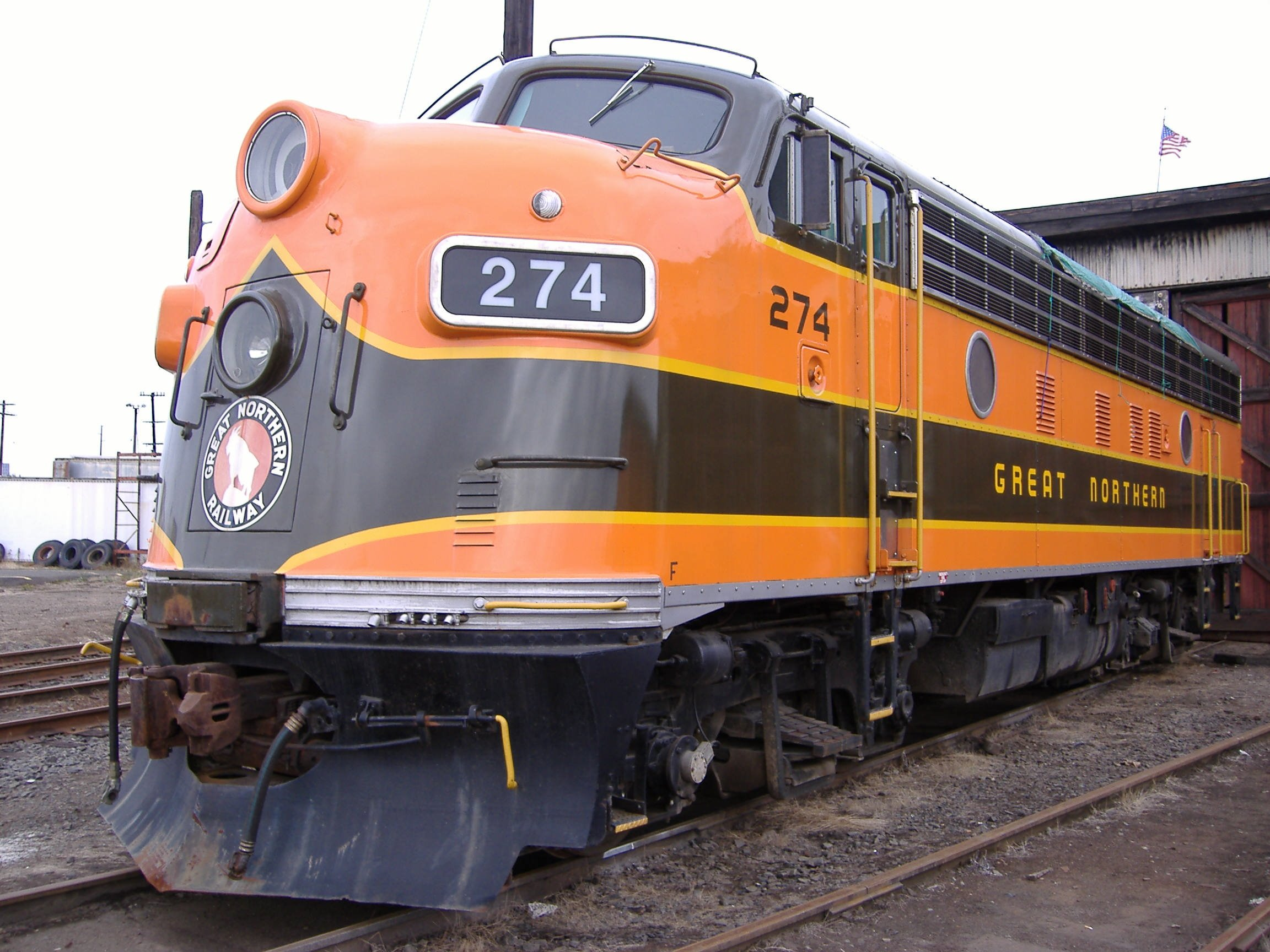
Ett av Great Northerns F7-lok.

Great Northern Railway var ett amerikanskt järnvägsbolag som ursprungligen trafikerade sträckan Seattle, Washington - St. Paul, Minnesota, en sträcka på cirka 2 700 km. Järnvägsnätet växte, bland annat med en linje till Chicago, och omfattade så småningom över 12 000 km. 1970 gick Great Northern samman med ett par andra bolag och bildade Burlington Northern Railroad som sedermera blev en del av BNSF. Great Northern lever vidare i BNSF då BNSF:s lok är målade i ett färgschema inspirerat av det från Great Northern.
1999 målades två lok från det svenska järnvägsbolaget Tågab om i Great Northerns färger inför inspelningen av Lars von Triers film Dancer in the Dark.